# Ruisseau de Claoué
 (novembre 2018).
Si vous disposez d'ouvrages ou d'articles de référence ou si vous connaissez des sites web de qualité traitant du thème abordé ici, merci de compléter l'article en donnant les références utiles à sa vérifiabilité et en les liant à la section « Notes et références ».
Le ruisseau de Claoué, en Haute-Garonne, prend sa source à Launac et se jette dans le ruisseau de Fontarrieu (seul affluent avec le ruisseau du Bernadou) dans cette même commune.